# Nationaal park Biebrza
Nationaal Park Biebrza (Pools: Biebrzański Park Narodowy) is een nationaal park gelegen in het Woiwodschap Podlachië in het noordoosten van Polen. Het gebied werd tot nationaal park benoemd op 9 september 1993, met als doel het best bewaarde en grootste laagveenmoerascomplex van Centraal- en West-Europa te beschermen. Met een oppervlakte van 592,23 km² is Nationaal Park Biebrza het grootste en meest uitgestrekte nationale park in Polen. Ook werd er een bufferzone van 668,24 km² ingesteld.

## Kenmerken
Nationaal Park Biebrza ligt in de vallei van de gelijknamige rivier Biebrza, die met een lengte van ca. 155 kilometer door het gebied stroomt. De Biebrza is een typische laaglandrivier met vele meanders en een zachte stroming. Het nationaal park bestaat uit een van de grootste en best bewaarde veenmoerassen en moerasbossen van de Europese gematigde klimaatzone. De belangrijkste biotopen van Nationaal Park Biebrza zijn elzenbronbossen, hoogvenen, vochtige graslanden, zeggenmoerassen en rietlanden. Het gebied bestaat uit drie delen, waarbij het noordelijke deel niet vaak door toeristen wordt bezocht. Het middendeel bestaat grotendeels uit de Biebrzamoerassen en het Natuurreservaat Czerwone Bagno. Ook het zuidelijke deel bestaat uit zeggenmoerassen en veengebieden, met daarin Bagno Ławki als grootste zeggenmoeras. De zuidgrens van het nationaal park wordt bepaald door de samenvloeiing van de Biebrza en Narew.

## Dierenwereld
In Nationaal Park Biebrza leven zoogdieren als wolven (Canis lupus), otters (Lutra lutra), bevers (Castor fiber), wilde zwijnen (Sus scrofa) en boommarters (Martes martes). Ook leven er vandaag de dag ongeveer 700 elanden (Alces alces) in het nationaal park, waarvan ruim vierhonderd in Natuurreservaat Czerwone Bagno. Dit is ongeveer 10% van de totale Poolse populatie.
Daarnaast is het gebied ook zeer rijk aan vogels. In het nationale park zijn ongeveer 270 vogelsoorten vastgesteld, waarvan er circa 180 tot broeden komen. Er komen interessante soorten voor als het korhoen (Lyrurus tetrix), roerdomp (Botaurus stellaris), zwarte ooievaar (Ciconia nigra), zeearend (Haliaeetus albicilla), schreeuwarend (Clanga pomarina), kwartelkoning (Crex crex), porseleinhoen (Porzana porzana), kraanvogel (Grus grus), kemphaan (Philomachus pugnax), watersnip (Gallinago gallinago), poelsnip (Gallinago media) en witrugspecht (Dendrocopos leucotos). Ook vormt de Biebrzavallei een bolwerk voor de ernstig bedreigde waterrietzanger (Acrocephalus paludicola) en een van de weinige gebieden in de Europese Unie waar de bastaardarend (Clanga clanga) tot broeden komt. Daarnaast is dit het enige gebied in Centraal-Europa waar het bokje (Lymnocryptes minimus) met regelmaat broedt.

## Status
Op 27 oktober 1995 werd Nationaal Park Biebrza opgenomen op de Conventie van Ramsar, wat inhoudt dat het een watergebied is van internationaal belang, in het bijzonder voor watervogels. Vanwege de vele zeldzame vogelsoorten is het gebied door Birdlife International ook aangewezen als Important Bird Area (IBA) en valt de Biebrzavallei eveneens onder de Vogel- en Habitatrichtlijn binnen het Natura 2000-netwerk van de Europese Unie.

## Afbeeldingen

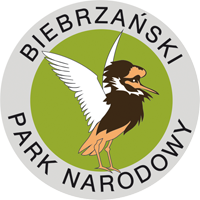
Het logo van N.P. Biebrza, met daarop een kemphaan (Philomachus pugnax) afgebeeld.
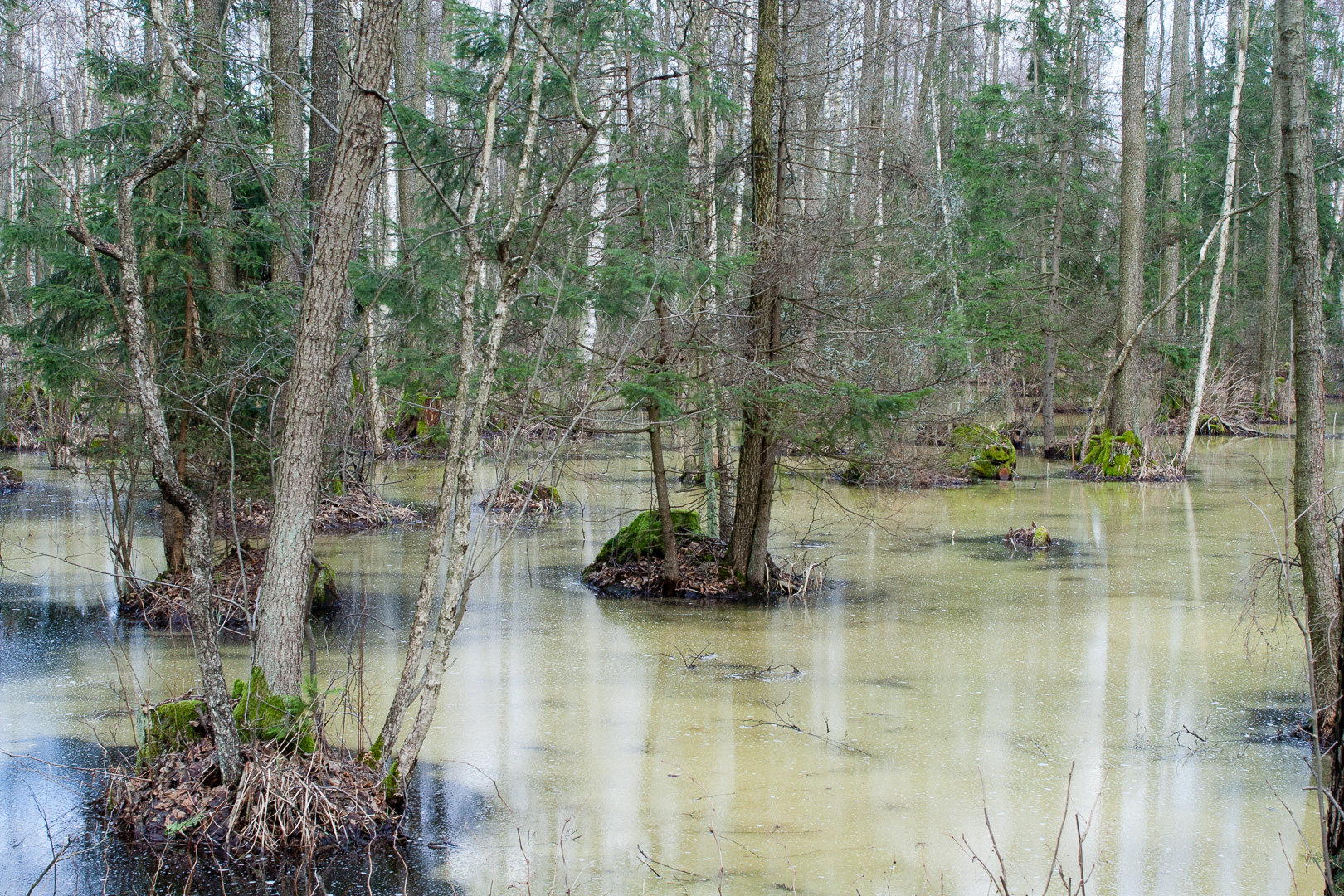
Elzenmoerasbos langs de Carska Droga in het zuidoosten van N.P. Biebrza.
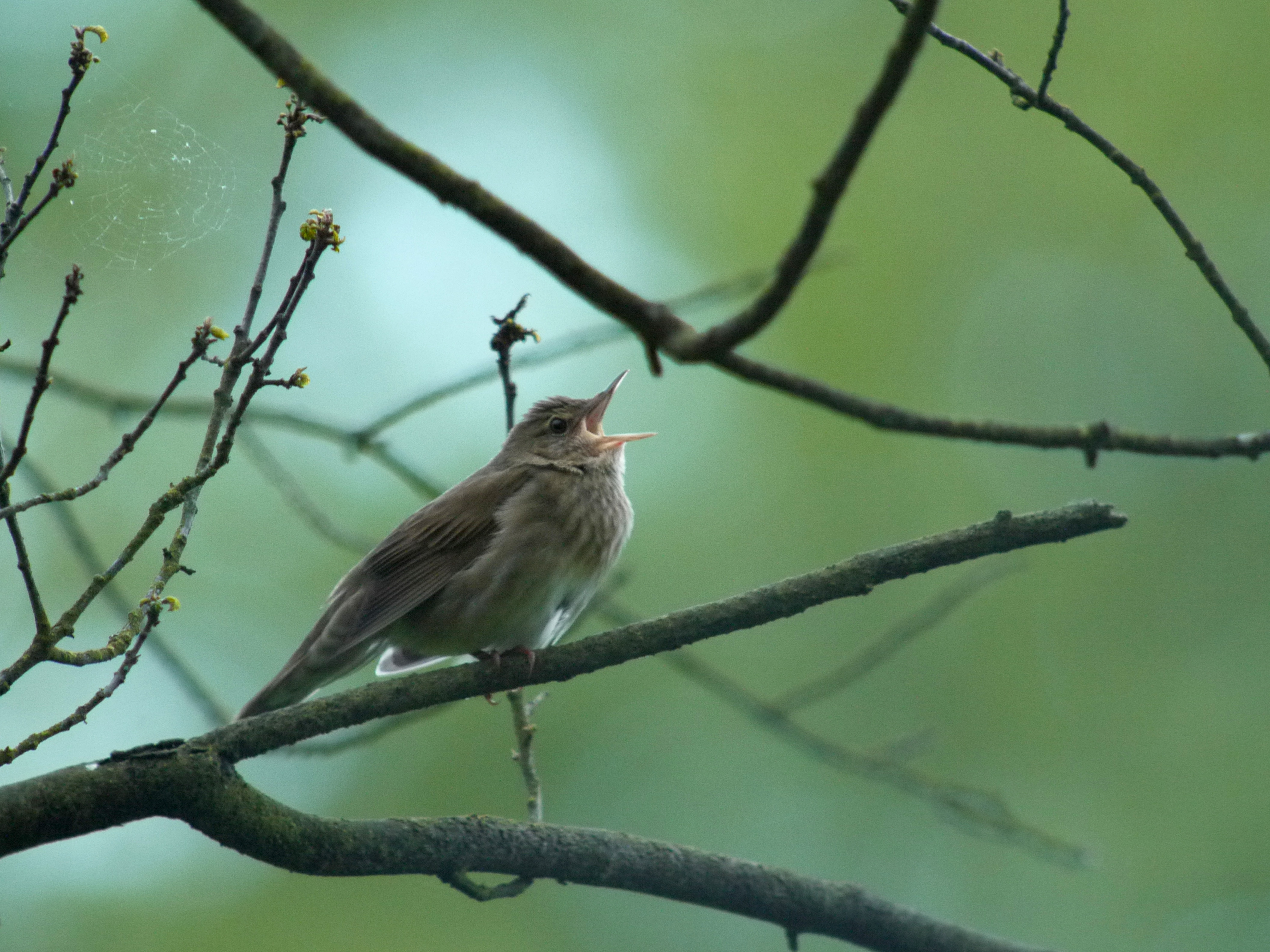
De krekelzanger (Locustella fluviatilis), een algemene broedvogel in de Biebrzavallei.
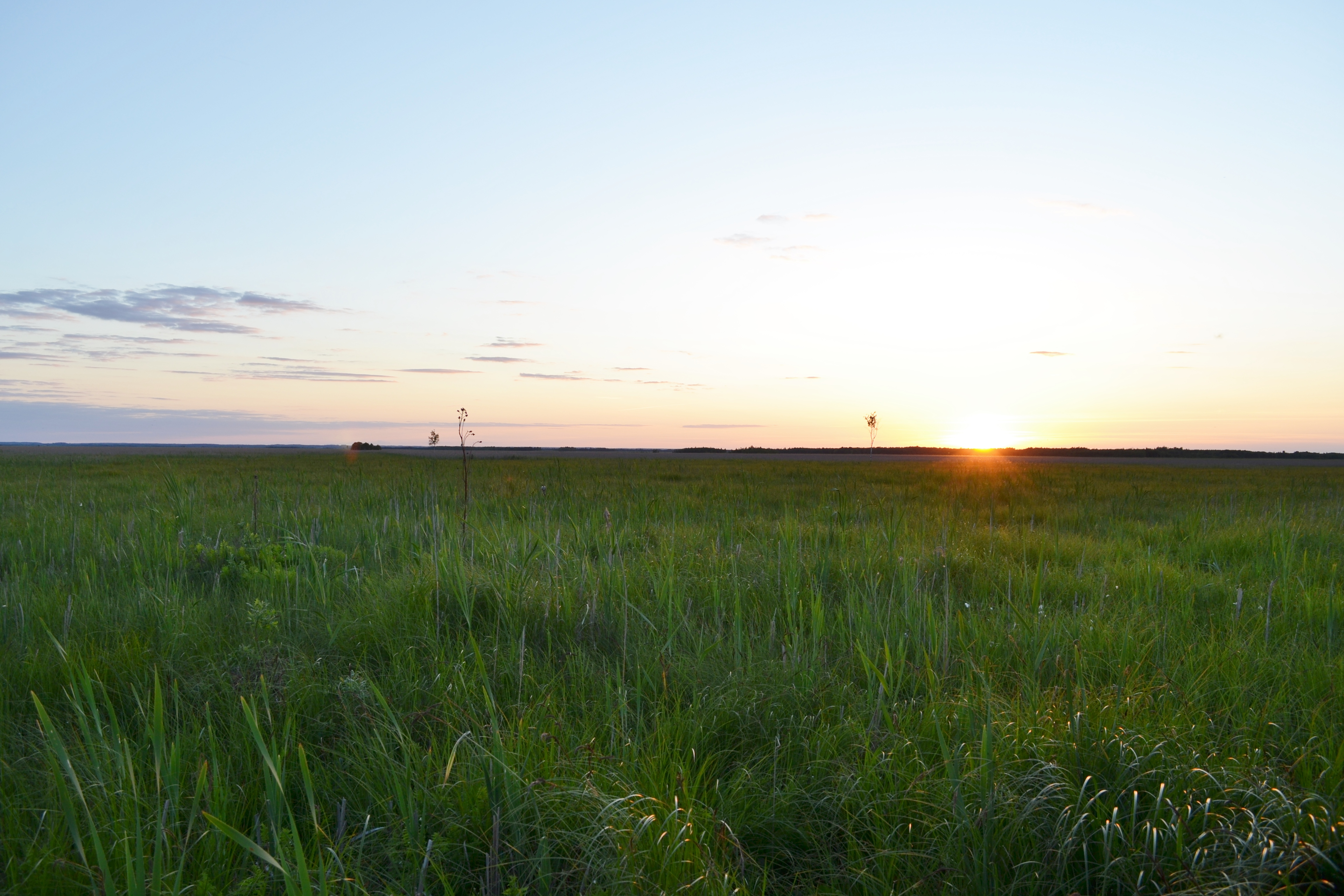
Het zeggenmoeras van Bagno Ławki is een van de belangrijkste broedgebieden van de waterrietzanger (Acrocephalus paludicola) op aarde.
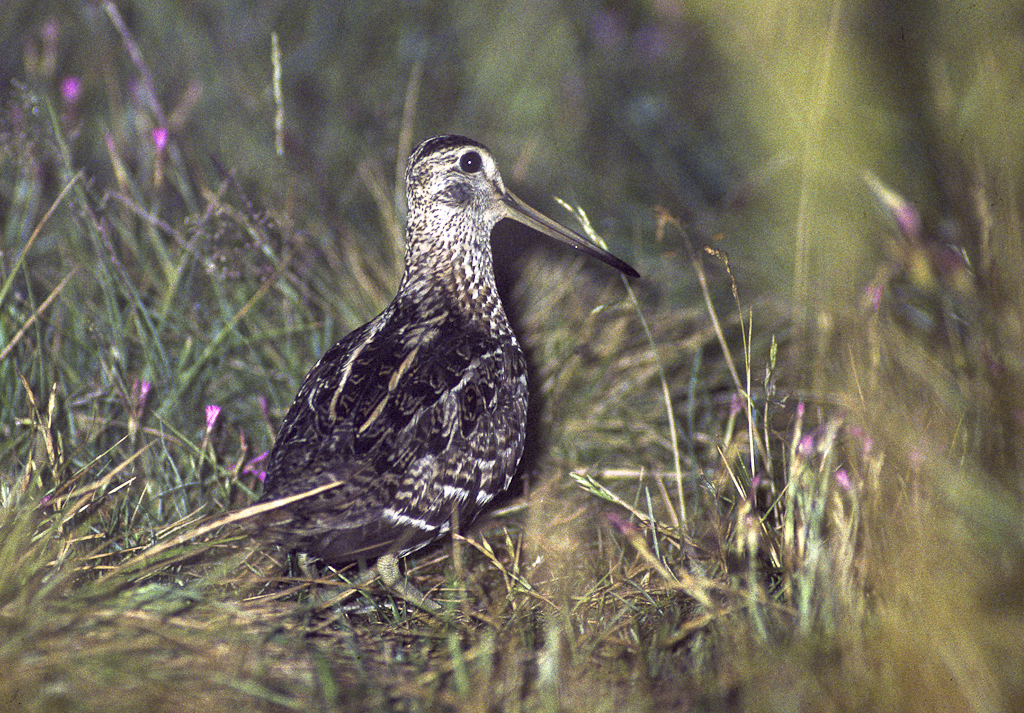
De zeldzame poelsnip (Gallinago media) in Natuurreservaat Czerwone Bagno.
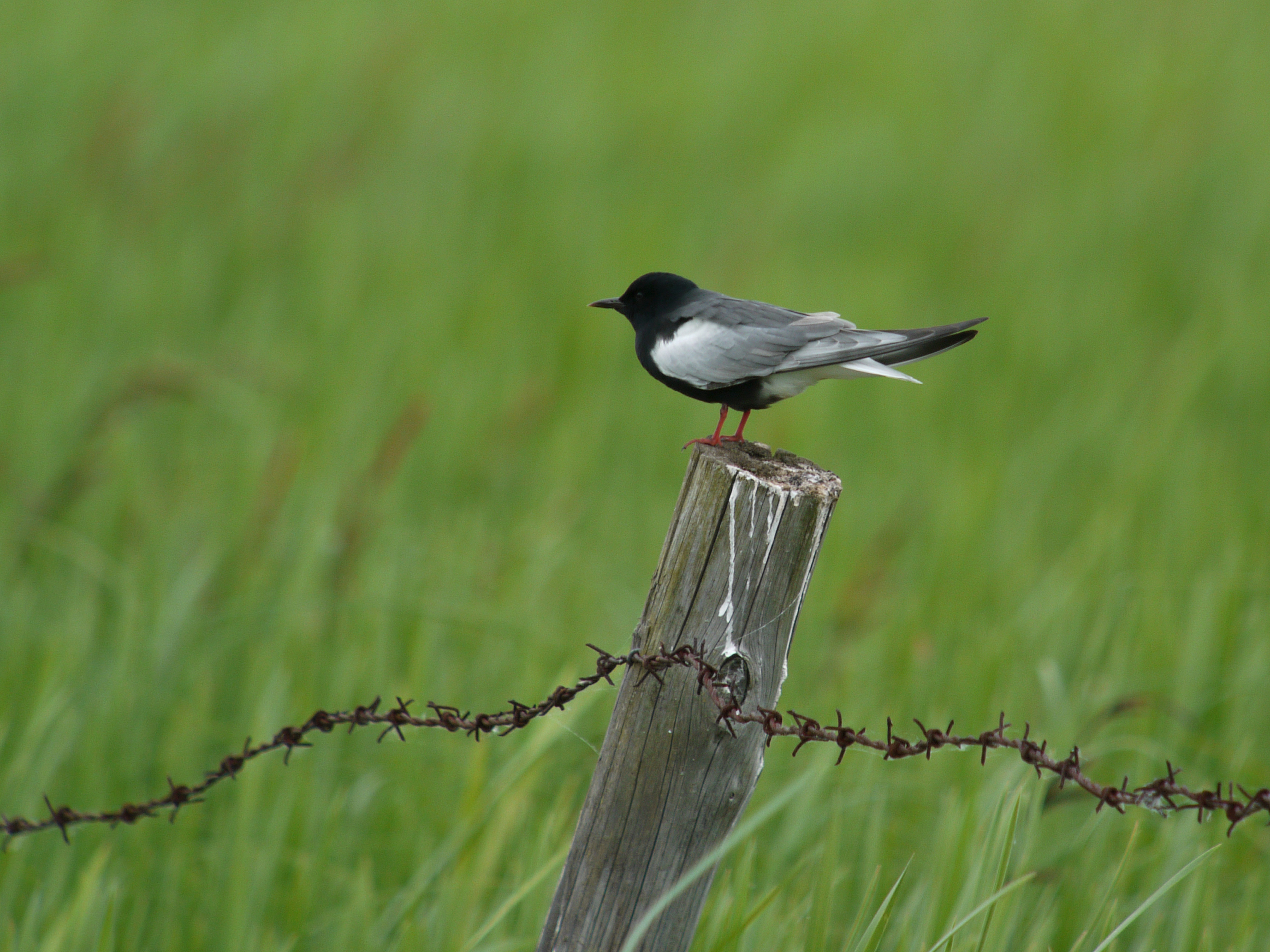
Witvleugelstern (Chlidonias leucopterus), een algemene broedvogel in N.P. Biebrza.
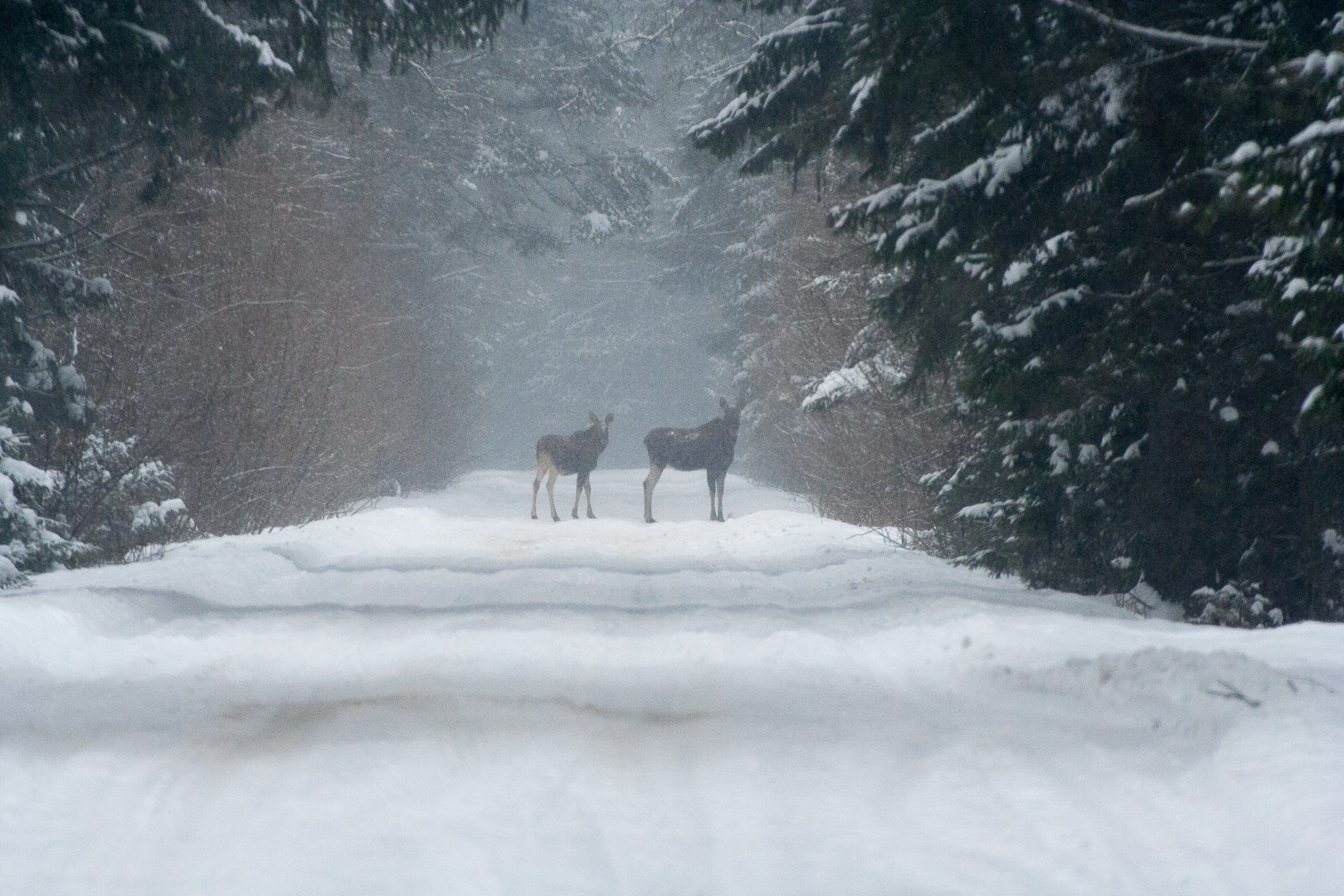
Twee vrouwelijke elanden (Alces alces) 's winters langs de Carska Droga.

Babia Góra · 
Białowieża · 
Biebrza · 
Bieszczady · 
Bory Tucholskie · 
Drawa · 
Gorce · 
Gór Stołowych · 
Kampinos · 
Karkonosze · 
Magura · 
Narew · 
Ojców · 
Pieniny · 
Poleski · 
Roztocze · 
Słowiński · 
Świętokrzyski · 
Tatra · 
Wartamonding · 
Wielkopolska · 
Wigry · 
Wolin